# Tonics & Twisted Chasers
Tonics & Twisted Chasers is het tiende studioalbum van de Amerikaanse indierockband Guided by Voices. Oorspronkelijk zou het album als lp in een gelimiteerde oplage uitgebracht worden aan de fanclub. Er werden duizend platen geperst in verschillende kleuren. Fans mochten niet meer dan twee platen per persoon kopen. De kleur "trash", blauw en groen met spikkels, was als eerste uitverkocht. Een jaar later verscheen het album ook op cd waarop vijf extra nummers verschenen. Het album bevat outtakes van Bee Thousand (1994) en Alien Lanes (1995).

## Tracklist
Alle muziek en teksten zijn geschreven door Robert Pollard en Tobin Sprout, tenzij anders aangegeven. 
| Nr. | Titel                                | Duur |
| --- | ------------------------------------ | ---- |
| 1.  | Satellite                            | 1:42 |
| 2.  | Dayton, Ohio—19 Something and 5      | 1:45 |
| 3.  | Is She Ever?                         | 1:03 |
| 4.  | My Thoughts Are a Gas (Pollard)      | 1:18 |
| 5.  | Knock 'Em Flyin' (Pollard)           | 1:04 |
| 6.  | Chick Silver Chord                   | 1:22 |
| 7.  | Key Losers                           | 2:27 |
| 8.  | Ha Ha Man                            | 0:39 |
| 9.  | Wingtip Repair                       | 0:58 |
| 10. | At the Farms                         | 2:30 |
| 11. | Unbaited Vicar of Scorched Earth     | 2:10 |
| 12. | Optional Bases Opposed               | 1:38 |
| 13. | Look, It's Baseball                  | 1:21 |
| 14. | Maxwell Jump                         | 0:46 |
| 15. | The Stir-Crazy Pornographer          | 2:16 |
| 16. | 158 Years of Beautiful Sex (Pollard) | 1:21 |
| 17. | Universal Nurse Finger               | 1:04 |
| 18. | Sadness to the End (Sprout)          | 0:56 |
| 19. | Reptilian Beauty Secrets (Pollard)   | 1:40 |

| Nr. | Titel                                  | Duur |
| --- | -------------------------------------- | ---- |
| 20. | Long as the Block Is Black (Pollard)   | 1:16 |
| 21. | Jellyfish Reflector (Guided by Voices) | 1:33 |
| 22. | The Kite Surfer (Pollard)              | 1:47 |
| 23. | Girl from the Sun (Pollard)            | 1:37 |
| 24. | The Candyland Riots (Pollard)          | 2:07 |

## Betrokkenen

### Bezetting
- Robert Pollard, zang
- Tobin Sprout, gitaar, zang op nr. 18
- Mitch Mitchell, gitaar
- Greg Demos, bas
- Kevin Fennell, drums